# André Bicaba
André Bicaba (* 12. Januar 1945) ist ein ehemaliger burkinischer Leichtathlet.
Bicaba war der erste burkinische Olympionike, als er als einziger Athlet für Obervolta bei den Olympischen Sommerspielen 1972 in München teilnahm. Er startete im 100-Meter-Lauf, schied jedoch im Vorlauf bereits aus.